# Agrilus wenzeli
Agrilus wenzeli es una especie de insecto del género Agrilus, familia Buprestidae, orden Coleoptera.
Fue descrita científicamente por Knull, 1934.